# 花果园街道
花果园街道是中华人民共和国贵州省貴陽市南明区下辖的一个街道办事处。
2012年8月14日，贵阳市人民政府通知决定撤销49个街道办事处，设立90个社区服务中心。
2020年1月10日，贵阳市人民政府通知决定撤销社区服务中心，恢复设立街道办事处。

## 行政区划
花果园街道下辖以下村级行政区划单位：
松山南路社区、中山南路社区、遵义中路社区、花中社区、慧都社区、花果园大街社区。